# Villeneuve-d’Ascq – Hôtel de Ville
Villeneuve-d’Ascq – Hôtel de Ville – stacja metra w Lille, położona na linii 1. Znajduje się w Villeneuve-d’Ascq, w dzielnicy Hôtel-de-Ville. Obok znajduje się centrum handlowe V2 i ratusz w Villeneuve-d’Ascq.
Oddana została do użytku w 1982 jako część odcinka do Quatre cantons, oficjalnie zainaugurowanego 25 kwietnia 1983 przez ówczesnego prezydenta Republiki Francuskiej François Mitterranda.